# Флинн, Майкл Фрэнсис
Майкл Фрэнсис Флинн (англ. Michael Francis Flynn; 1 июля 1947 года — 30 сентября 2023 года) — американский статистик и писатель в жанре научной фантастики.

## Циклы произведений
- Firestar Universe
- Спиральный Рукав / The Spiral Arm

## Романы
- В стране слепых[3].
- Эйфельхайм: город-призрак[4].
- Танцор Января.
- Река Джима.
- В пасти льва.

## Премии и награды
- 1987 AnLab award (Analog) за повесть «Eifelheim» (1986)
- 1989 AnLab award (Analog) за статью, посвященная научному факту «Введение в клиологию» (англ. An Introduction to Psychohistory) (1988)
- 1991 Премия Локус за дебютный роман «В стране слепых» (англ. In the Country of the Blind) (1990)
- 1991 AnLab award (Analog) за статью, посвященная научному факту «Sixty Astounding Years» (1990)
- 1991 Prometheus Award за лучший роман «В стране слепых» (1990)
- 1992 Prometheus Awards за лучший роман «Fallen Angels» (1991)
- 1995 AnLab award (Analog) за повесть «Melodies of the Heart» (1994)
- 1998 Премия Теодора Старджона за лучший НФ-рассказ «House of Dreams» (1997)
- 2003 Премия Роберта Хайнлайна
- 2008 AnLab award (Analog) за короткую повесть «Quaestiones Super Caelo et Mundo» (2007)
- 2007 Sidewise Awards за лучшее произведение малой формы «Quaestiones Super Caelo et Mundo» (2007)
- 2010 AnLab award (Analog) за повесть «Where The Winds Are All Asleep» (2009)
- 2014 AnLab award (Analog) за статью, посвящённую научному факту «Where The Winds Are All Asleep» (2009)